# Matiční gymnázium Ostrava
Matiční gymnázium Ostrava (zkráceně MGO) je nejstarší dodnes existující ostravské gymnázium. Jeho zřizovatelem je Moravskoslezský kraj. Mottem školy je „tradice – kvalita – budoucnost pro 21. století“.

## Historie
V roce 1885 vznikla Matice ostravská, která se začala zabývat vznikem první české střední školy v Ostravě. Vznikl spor, zda by to měla být střední škola odborná (jak prosazoval důlní podnikatel Ignác Vondráček), nebo gymnázium. Nakonec v roce 1896 zvítězila druhá varianta.[zdroj?]
Soukromé „Matiční české reálné gymnázium“ bylo slavnostně otevřeno 16. září 1897. Ředitelství a jedna třída sídlily v Národním domě, druhá třída v domě Katolických tovaryšů na Přívozské ulici. V prvním školním roce bylo přijato 90 žáků. Konstantin Grünwald, tehdejší starosta Moravské Ostravy, provoz štědře dotoval, navíc škole prodal za symbolickou cenu pozemek ve středu města na výstavbu vlastní budovy. Budova na dnešní Matiční ulici 5 byla dána do provozu v září 1898.[zdroj?]
V roce 1901 se předsedou Matice ostravské stal Edmund Palkovský. Pod jeho vedením byl ústav rozdělen na gymnázium a reálku. Matice také vystavěla vlastním nákladem novou budovu pro gymnázium (tehdejší Matiční ulice 7, dnešní ulice Dr. Šmerala 25). Ta byla dána do provozu od školního roku 1905/1906. Zestátněním gymnázia od 1. září 1907 byla de facto potvrzena jeho dobrá úroveň.[zdroj?]

## Současnost
V současné době[kdy?] vzdělává škola žáky ve dvou denních oborech studia zakončených maturitou – na čtyřletém a osmiletém všeobecném gymnáziu. Škola nabízí velké množství odpoledních vzdělávacích, kulturních i sportovních aktivit. Každoročně gymnázium pořádá Týden vědy a Týden jazyků. Tyto akce umožňují studentům rozšiřovat si své obzory. Studenti v minulých letech[kdy?] nacvičili muzikál Jesus Christ Superstar a představení Muzikálové melodie, jenž sklidily u publika velkou oblibu.[zdroj?]

## Významní absolventi
- Jan Balabán
- Ivan Lendl
- Vojtěch Martínek
- Hana Zagorová
- Vilém Závada
- Ladislav Špaček
- Vladimír Macura
- Ilja Hurník
- Norbert Lichý
- Evžen Tošenovský
- Sára Karasová
- Robert Mikluš
- Tanja Kauerová